# Alnico
L'Alnico è una lega ferromagnetica contenente il 60-63% di ferro, 9-12% di alluminio, 20-28% di nichel ed il 5-5,5% di cobalto, impiegata per costruire magneti permanenti. Per la sua scarsa lavorabilità, i magneti vengono di solito fabbricati mediante colata in stampo (pressofusione) o metallurgia delle polveri (sinterizzazione).

## Alnico fuso e alnico sinterizzato
Il nome Alnico descrive una famiglia di magneti derivati da una composizione base ferro contenente come detto alluminio, nichel e cobalto. È stato il primo vero e proprio magnete permanente, in quanto caratterizzato da una forza coercitiva che si distaccava enormemente da quella delle semplici leghe di ferro precedentemente utilizzate come magneti permanenti. Il suo processo di produzione è stato progressivamente messo a punto negli anni ‘30: può essere ottenuto per fusione o per sinterizzazione. L'Alnico ottenuto per fusione (Alnico) può essere realizzato con diverse forme. L'Alnico Sinterizzato (Alnico SX) viene solitamente realizzato in piccole dimensioni e consente tolleranze più strette, anche se proprietà magnetiche leggermente peggiori rispetto a quello fuso ma con una resistenza meccanica migliore.
Tra i pregi della lega: l'alta induzione residua, le interessanti proprietà meccaniche e una temperatura di Curie intorno agli 800 °C. In realtà la elevata induzione residua è spesso vaniﬁcata dalla ridotta forza coercitiva, cosa che rende quasi obbligatoria la magnetizzazione del prodotto a processo di montaggio ultimato per non lasciare il magnete a "circuito magnetico aperto". La presenza del cobalto lo rende ancora oggi un materiale piuttosto costoso.

### Applicazioni
- Relè elettromeccanici
- strumenti di misura
- sensori
- Sollevatori magnetici elettropermanenti
- Piani magnetici elettropermanenti
- altoparlanti per diffusori acustici
- pick-up per chitarra elettrica.

## Alnico plastico
Le leghe Alnico possono essere combinate con matrici plastiche per formare il Coalniplast: la peculiarità di questi magneti consiste nella possibilità di avere magneti con le caratteristiche dell'Alnico, ma facilmente lavorabili.
È inoltre possibile raggiungere maggiori temperature di lavoro rispetto al Ferplastic ed al Neoplast; per quanto riguarda le prestazioni magnetiche e termiche, queste risultano ovviamente inferiori rispetto alla lega Alnico tradizionale ottenuta per fusione o sinterizzazione.
Un aspetto progettuale interessante può essere individuato nella isotropia di questo materiale, che lascia quindi maggiore libertà nella scelta della direzione di magnetizzazione del dispositivo ﬁnale.

### Applicazioni
- Relè
- micromotori.